# Poolbillard 1994
Die Poolbillard-Saison 1994 war eine Serie von Poolbillard-Turnieren, die von der World Pool-Billiard Association veranstaltet wurden.

## Saisonergebnisse
| Datum                           | Turnier                                   | Austragungsort | Disziplin      | Sieger          | Finalist           | Ergebnis |
| 19. Januar bis 22. Januar       | ET 12 – Austrian Open 1994                | Zürich         | 9-Ball         | Ralf Souquet    | Oliver Ortmann     |          |
| 24. März bis 27. März           | ET 13 – French Open 1994                  | Paris          | 9-Ball         | Oliver Ortmann  | Ralf Souquet       |          |
| 12. Mai bis 15. Mai             | ET 14 – Greek Open 1994                   | Athen          | 9-Ball         | Oliver Ortmann  | Thomas Engert      |          |
| 3. Juni bis 5. Juni             | World Pool Masters 1994                   | Doncaster      | 9-Ball         | Ralf Souquet    | Jimmy White        |          |
| 8. Juni bis 11. Juni            | ET 15 – Swedish Open 1994                 | Stockholm      | 9-Ball         | Oliver Ortmann  | Thomas Engert      |          |
| 18. August bis 21. August       | ET 16 – Netherlands Open 1994             | Rotterdam      | 9-Ball         | Oliver Ortmann  | Ralf Souquet       |          |
| 15. September bis 18. September | ET 17 – Danish Open 1994                  | Aarhus         | 9-Ball         | Tom Storm       | Ralf Souquet       |          |
| 21. September bis 25. September | US Open 9-Ball 1994                       | Chesapeake, VA | 9-Ball         | Efren Reyes     | unbekannt          |          |
| 13. Oktober bis 16. Oktober     | ET 18 – Swiss Open 1994                   | Zürich         | 9-Ball         | Oliver Ortmann  | Ralf Souquet       |          |
| 8. November bis 11. November    | ET 19 – Germany Open 1994                 | Königswinter   | 9-Ball         | Thomas Engert   | Oliver Ortmann     |          |
| 17. November bis 20. November   | ET 20 – Hungarian Open 1994               | Budapest       | 9-Ball         | Thomas Hasch    | Mika Immonen       |          |
| 15. Dezember bis 18. Dezember   | Mosconi Cup 1994                          | Romford        | 9-Ball         | USA             | Europa             | 16:12    |
|                                 | International Challenge of Champions 1994 | Uncasville     | 9-Ball         | Nick Varner     | unbekannt          |          |
|                                 | 9-Ball-Weltmeisterschaft 1994             | Chicago        | 9-Ball         | Takeshi Okumura | Itsuzaki Yasunari  |          |
|                                 | Europameisterschaft 1994                  | Annecy         | 14/1 endlos    | Thomas Engert   | Niklas Bergendorff |          |
| 8-Ball                          | Europameisterschaft 1994                  | Annecy         | Ralf Souquet   | Thomas Engert   |                    |          |
| Tampere                         | Europameisterschaft 1994                  | 9-Ball         | Oliver Ortmann | Bengt Jonasson  |                    |          |